# Nikenike Vurobaravu
Nikenike Vurobaravu (3 de dezembro de 1951) é um diplomata e político de Vanuatu que atua como presidente de Vanuatu desde 23 de julho de 2022. Anteriormente, tendo sido empregado em vários cargos diplomáticos e governamentais, inclusive como o primeiro alto comissário residente nas Fiji, ele foi eleito presidente durante o oitavo turno da Eleição presidencial de Vanuatu em julho de 2022. Ele é membro do partido político Vanua'aku Pati (VP).

## Biografia
Vurobaravu é casado com Rima Vurobaravu. Recebeu um diploma de Bacharel em Artes da Universidade do Pacífico Sul (USP) em Fiji em 1977. Vurobaravu também obteve seu grau de Master of Arts em estudos diplomáticos da Universidade de Westminster, no Reino Unido, em 1993. Ele se especializou em cooperação para o desenvolvimento, análise de política externa e gestão de missões diplomáticas enquanto estudava na Universidade de Westminister.
Vurobaravu atuou como coordenador do Programa de Reforma Abrangente de Vanuatu para o Banco Asiático de Desenvolvimento. Ele também atuou como consultor político no Gabinete do Primeiro Ministro de 2008 a 2010.
Em fevereiro de 2014, Vurobaravu foi nomeado Alto Comissário de Vanuatu para Fiji, tornando-se o primeiro Alto Comissário residente do país a residir em Suva na história. No entanto, foi chamado de volta a Vanuatu pelo então governo em 2015. Em 12 de outubro de 2017, o presidente de Vanuatu, Tallis Moses Obed, nomeou Vurobaravu para um segundo mandato como Alto Comissário para Fiji. Vurobaravu apresentou suas credenciais ao presidente fijiano Jioji Konrote em 14 de novembro de 2017.